# Шадаш
Бруно Алешандре Виейра Алмейда (порт. Bruno Alexandre Vieira Almeida более известный, как Шадаш порт. Xadas; родился 2 декабря 1997 года в Оливейра-ди-Аземейш, Португалия) — португальский футболист, полузащитник клуба «Брага», который сейчас выступает за «Маритиму» на правах аренды

## Клубная карьера
Шадаш — воспитанник клуба «Брага». 2 апреля 2016 года в матче против «Фреамунде» он дебютировал в Сегунда лиге в составе дублирующего состава. В 2017 году Шадаш был включён в заявку основной команды. 2 апреля в матче против «Маритиму» он дебютировал в Сангриш лиге. 13 августа в поединке против «Портимоненсе» Шадаш забил свой первый гол за «Брагу».

## Международная карьера
В 2017 году в составе молодёжной сборной Португалии Шадаш принял участие в молодёжном чемпионате мира в Южной Корее. На турнире он сыграл в матчах против команд Замбии, Коста-Рики, Ирана, Южной Кореи и Уругвая. В поединке против корейцев Шадаш сделал «дубль».